# Bolonea, Mîkolaiiv
Bolonea (în ucraineană Болоня) este un sat în comuna Bilce din raionul Mîkolaiiv, regiunea Liov, Ucraina.

## Demografie
Componența lingvistică a localității Bolonea
     Ucraineană (100%)
Conform recensământului din 2001, toată populația localității Bolonea era vorbitoare de ucraineană (100%).